# Zellerrain
Zellerrain är ett bergspass i Österrike. Det är beläget i distriktet Scheibbs i förbundslandet Niederösterreich, i den östra delen av landet, 100 km sydväst om huvudstaden Wien. Zellerrain ligger 1 148 meter över havet.
Terrängen runt Zellerrain är kuperad. Runt Zellerrain är det ganska glesbefolkat, med 48 invånare per kvadratkilometer. Närmaste större samhälle är Mariazell, 9,2 km öster om Zellerrain. 
I omgivningarna runt Zellerrain växer i huvudsak blandskog.  Trakten ingår i den hemiboreala klimatzonen. Årsmedeltemperaturen i trakten är 5 °C. Den varmaste månaden är juli, då medeltemperaturen är 16 °C, och den kallaste är januari, med −7 °C. Genomsnittlig årsnederbörd är 1 594 millimeter. Den regnigaste månaden är maj, med i genomsnitt 217 mm nederbörd, och den torraste är mars, med 68 mm nederbörd.